# Пучеж
Пу́чеж — город районного значения, в Ивановской области Российской Федерации.
Административный центр городского поселения и муниципального Пучежского района Ивановской области.

## Физико-географические характеристики
Город расположен в Верхнем Поволжье, на правом берегу реки Горьковского водохранилища на реке Волге Расстояния от областного центра города Иваново 157 км к востоку, от Нижнего Новгорода 143 км к северо-западу.

### Природные особенности
Рельеф местности — равнинный, слегка всхолмленный. В западной части района имеются березовые, сосновые и смешанные леса. В лесах водятся рыси, лисицы, медведи, лоси, кабаны, бобры и другие промысловые животные. Леса богаты грибами, ягодами, а реки богаты рыбой, в том числе и ценными породами рыб. Имеются месторождения кирпичных глин, песка.

### Климат
Климат умеренный, преобладающий перенос воздушных масс — западного направления.

### Гидрология
Район входит в территорию бассейна реки Волги. Крупнейшей рекой, впадающей в Волгу, является река Ячменка. В городе протекают река Пушавка и река Родинка. Через реки построены два городских моста.

## Этимология
Первоначально был слободой Пучище. Название происходит от русского пучить — «выпялить, вздымать, горбить», что могло быть связано с рельефом берега, или от пучина — «омут, водоворот», что могло характеризовать русло реки.
Существует несколько версий происхождения названия города Пучеж, как легендарных, так и научных, подробно рассмотренных в книге О. М. Киселёва «Очерки истории старого Пучежа».
Исторически, до 1918 года Пучеж не имел статуса города, являясь посадом Юрьевецкого уезда Костромской губернии, а ранее — слободой. Написание названия варьировалось: «слобода Пучеж», «Пучежская слободка», «Пучецкая слободка».
Среди народных преданий наиболее известны следующие версии:
- Легенда о братьях Пуде и Чиже. Согласно этой легенде, два брата по имени Пуд и Чиж поселились на месте будущего города и дали ему имя Пучеж в свою честь[4]. Эта версия является примером народной этимологии.

- Легенда о разбойнике Пучинском. Другая легенда связывает название с разбойником Пучинским, который грабил купцов и топил их в «пучине» Волги[4]. Поселение якобы получило название Пучеж в память об этом разбойнике и его «пучине».

- Версия о топком грунте. Наиболее популярная среди местных жителей версия объясняет название топким, болотистым грунтом местности, где встречаются «пучины» — низины, заполненные водой[4].

- Версия о капустном промысле. Старожилы Пучежа связывают название с капустным промыслом. На заливных лугах и островах выращивали капусту, которую солили и квасили в «пучечнях» (бочках для квашеной капусты)[4]. Название «Пучеж» могло произойти от этого промысла.

Среди научных версий выделяется гипотеза топонимиста В. Никонова, связывающего название Пучеж с марийским словом «пуча» — «олень». В регионе сохранились отголоски почитания оленя, что может указывать на финно-угорские корни названия. До прихода славян в X веке н. э. эти земли были заселены финскими народами, и гидроним Пучеж (изначальное название реки Пушавки, протекающей через город) мог предшествовать названию поселения.
Таким образом, происхождение названия Пучеж остаётся дискуссионным, сочетая как народные предания, так и научные гипотезы, связанные с географическими особенностями местности и лингвистическими корнями.

## История
Точная дата основания Пучежа неизвестна. Название городу дали реки Большой Пучеж (современная Пушавка) и Малый Пучеж (современная Родинка), при слиянии которых возникла Пучежская слободка. Жители слободки занимались ремеслами и торговлей, хлебопашество не было основным занятием. Самые ранние сохранившиеся документы с упоминанием Пучежа датированы 1614 годом, однако в них содержатся ссылки на челобитные пучежского старосты и целовальников от 1604 и 1594 годов, что позволяет говорить о существовании значительного поселения на этом месте уже во второй половине XVI века.
Пучежская слободка входила в Приказ Большого Дворца, то есть принадлежала лично царской семье и платила оброк в царскую казну. Писцовая книга 1676 года сообщает о 114 жилых дворах в слободке, где проживало около 500 человек. Жители торговали крашенинами, кожами, солью и мылом. Среди ремесел выделялись крашение холстов и кузнечное дело. Наряду с денежным оброком, пучежане поставляли царскому двору рыбу и соль.
Рядом со слободкой располагался мужской монастырь — Пушавинская пустынь. В 1717 году на средства митрополита Новгородского Иова в монастыре была построена каменная церковь Воскресения Христова. Митрополит пожертвовал в монастырь ценную утварь, включая плащаницу 1441 года, которая в 1918 году была изъята и ныне хранится в музеях Московского Кремля.
В 1793 году указом императрицы Екатерины II Пучежская слободка была преобразована в посад Пучеж. К этому времени мужской монастырь был упразднён, но до 1917 года сохранялся женский монастырь-богадельня при Подгорном приходе, где в конце XVIII — начале XIX веков жила инокиня Аркадия.
Преобразование Пучежа в посад в 1793 году сопровождалось учреждением городской ратуши, которая ведала городскими делами и подчинялась губернскому правлению, исполняя также судебные функции. Сохранившиеся «Настольные реестры вступаемой В Пучежской ратуше разного рода денежной казны» за 1795—1799 годы позволяют взглянуть на жизнь посада в конце XVIII века.
Основную часть дел ратуши составляли паспортные вопросы — выдача и регистрация утраты паспортов. Второе место занимали прошения о разного рода конфликтах между жителями посада, приезжими и проезжающими. Значительное количество дел было связано с происшествиями на Волге с участием пучежан. Также ратуша рассматривала доверенности, вексельные претензии, дела о штрафах за неявку на исповедь и рекрутские наборы.
Доверенности, заверяемые в ратуше, свидетельствуют о широких торговых связях пучежских купцов, простиравшихся от Санкт-Петербурга до Екатеринбурга. Купцы выдавали доверенности на получение денег в почтовых экспедициях, заверяли кредитные письма для торговли в разных городах России и портах, заключали договоры на поставку провианта и вели переписку с купцами из других городов.
Большое количество дел в ратуше было связано с волжским судоходством, включая аварии судов, кражи, конфликты работников и судовладельцев. В реестрах зафиксированы случаи поломок судов, затоплений из-за небрежности или стихийных бедствий, краж имущества с судов, побегов работников и жалоб работников на задержку оплаты и неправомерные действия судовладельцев. Среди заметных судовладельцев в документах ратуши фигурирует купец 1-й гильдии Пётр Иванович Иконников, часто упоминаемый в связи с различными происшествиями и конфликтами.
Помимо дел о судоходстве, в ратушу поступали прошения о различных ссорах и конфликтах. Семейство Иконниковых, судя по документам, часто оказывалось в центре таких дел, выступая как истцами, так и ответчиками в различных имущественных и личных спорах. Конфликты возникали как между купцами, так и между купцами и мещанами, работниками и членами семей. Встречаются дела о кражах, оскорблениях, долговых претензиях и даже о «непотребном» поведении в гостях.
Таким образом, документы Пучежской ратуши 1795—1799 годов представляют собой ценный источник для изучения повседневной жизни, экономической деятельности и социальных отношений в провинциальном посаде Пучеж в конце XVIII века, дополняя и оживляя историческую картину этого периода.
Во второй половине XVIII — первой половине XIX веков Пучеж стал крупным торговым центром. Пучежские купцы занимались скупкой и продажей хлеба и льна, отправляя караваны барж в Рыбинск — главный хлебный рынок страны. Многие мещане занимались судовым промыслом, строя суда грузоподъемностью до 27 тысяч пудов (до 35 судов в год) и перевозя хлеб для пучежских купцов. Пучеж стал одним из крупнейших центров найма бурлаков, где к началу навигации собиралось до 6000 человек при населении около 1000. К середине XIX века на пучежском рынке оборачивалось около 700 тысяч пудов льна в год. В 1862 году вязниковский купец Иосиф Сеньков построил в Пучеже льнопрядильную фабрику, на которой работало около 1000 человек.
В связи с реформами в России в 1860—1870 гг. Пучеж получил элементы самоуправления. С 1863 г. вводится земство, в 1870 году в Пучеже появляется городская управа с городским головой во главе, появляется свой герб. По данным 1898 г. население посада составляет 2315 человек. В посаде было 6 церквей, начальная школа, высшая начальная школа, городской общественный банк, сберкасса.
Смену власти в 1917 г. пучежане перенесли спокойно, провели только перевыборы в городскую управу, на которых победили эсеры. 25 февраля 1918 г. был создан городской Совет. В 1924 г., когда население Пучежа составляло уже 4088 человек, была построена городская электростанция, в 1925 г. — первые жилые дома для рабочих, г. Пучеж получил официально статус города. В 1929 г. был создан Пучежский район, который много раз менял свои очертания и площадь. В 1947 г. было принято решение о строительстве Горьковской ГЭС.
В связи со строительством Горьковской ГЭС Пучеж попал в зону затопления и был перенесён на новое, возвышенное место в 1952 году. Старый город с церквями, купеческими зданиями и набережной был затоплен. Часть деревянных зданий перенесли, каменные были разрушены. Единственная уцелевшая церковь Успения Пресвятой Богородицы была разобрана в начале 1960-х годов. Таким образом, город фактически пережил два рождения: первое длилось несколько веков, второе началось в 1952 году на новом месте.
Современный Пучеж с 9-ю тысячами жителей не похож на старый. Многоэтажные дома и новые постройки составляют город. Среди них — льнокомбинат, завод железобетонных конструкций, строчевышивальная и швейная фабрики, предприятие по ремонту сельхозтехники.

## Церкви старого Пучежа
До переноса Пучежа в связи со строительством Горьковской ГЭС и затоплением старой территории, в городе существовало несколько церквей, представлявших собой значимые памятники архитектуры и игравших важную роль в формировании исторического облика города. Согласно книге О. М. Киселёва «Очерки истории старого Пучежа» и историческому очерку с сайта города, в старом Пучеже насчитывалось шесть церквей и три колокольни, принадлежавших трём приходам: Соборному (ранее Подгорному), Нагорному и Заречному. Все эти храмы были утрачены в 1930-е и 1960-е годы, в процессе закрытия церквей в советское время и переноса города.
Главным престольным праздником в Пучеже был праздник Преображения Господня, в этот день совершался крестный ход вокруг всего города, запрещённый в 1932 году. В 1932 году были закрыты церкви Соборного и Заречного приходов, в 1934 году у общины Нагорного прихода была изъята церковь Успения Пресвятой Богородицы, а в ноябре 1936 года была закрыта последняя действовавшая церковь — Нагорная Преображенская, причт которой был отправлен в концлагерь. Здания пяти церквей и трех колоколен были разрушены при подготовке ложа Горьковского водохранилища, а уцелевшая церковь Успения Пресвятой Богородицы была разобрана в 1964 году.

### Соборный (Подгорный) приход
Соборный приход, до 1916 года именовавшийся Подгорным, включал две церкви: летнюю каменную церковь Преображения Господня с приделами Усекновения главы Иоанна Предтечи и Казанской Божьей Матери, и зимнюю церковь Николая Чудотворца.
Первая церковь в Пучеже, известная по упоминаниям, — деревянная церковь Преображения Господня, сгоревшая в 1612 году. В начале XX века летняя каменная церковь Преображения Господня Соборного прихода продолжала оставаться важным храмом города.

### Нагорный приход
Нагорный приход включал зимнюю каменную церковь Преображения Господня с приделами в трапезе Петра и Павла и Алексия, человека Божия, построенную на средства хлеботорговца Петра Димитриевича Иконникова, и летнюю каменную церковь Успения Пресвятой Богородицы с приделами святой великомученицы Екатерины и святителя Димитрия Ростовского, построенную на средства хлеботорговца Димитрия Петровича Иконникова.
В 1934 году у общины Нагорного прихода была изъята церковь Успения Пресвятой Богородицы, а в ноябре 1936 года была закрыта последняя действовавшая церковь — Нагорная Преображенская. Сохранившаяся после затопления церковь Успения Пресвятой Богородицы, вопреки планам создания в ней краеведческого музея, была разобрана в 1964 году, став последней утраченной церковью старого Пучежа.

### Заречный приход (Пушавинская пустынь)
Заречный приход располагался на территории бывшей Пушавинской пустыни, упраздненной в 1764 году, и включал летнюю каменную церковь Воскресения Христова с приделами в трапезе Тихона Амафунтского Чудотворца и Зосимы и Савватия Соловецких Чудотворцев, построенную тщанием митрополита Новгородского и Галичского Иова в 1717 году, и зимнюю каменную церковь Рождества Пресвятой Богородицы с приделом в трапезе Михаила Архангела.
Митрополит Иов пожертвовал в церковь Воскресения Христова ценную утварь, в том числе плащаницу, шитую шелками и золотом в Великом Новгороде в 1441 году, которая в 1918 году была изъята и ныне находится в Оружейной палате Московского Кремля. В 1932 году церкви Заречного прихода были закрыты.
Утрата церквей старого Пучежа стала значимой потерей для историко-культурного наследия города, лишив его уникальных архитектурных памятников и изменив его исторический облик. Память о них сохраняется в исторических документах и воспоминаниях жителей.

## Символика

### Герб Пучежа

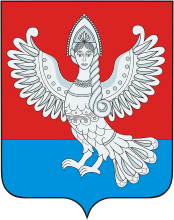
Герб Пучежского городского поселения образца 2006 года

Современный герб Пучежского городского поселения утвержден в 2006 году и внесен в Государственный геральдический регистр Российской Федерации под № 2695.
Описание герба: «В червлёном (красном) поле с лазоревой (синей, голубой) оконечностью серебряная с распростёртыми крыльями в таковых же короне и ожерелье птица Сирин». Герб Пучежского городского поселения может воспроизводиться в двух версиях: без вольной части или с вольной частью (четырёхугольником, примыкающим изнутри к верхнему краю герба с воспроизведёнными в нём фигурами из гербового щита области). Кроме этого, герб может воспроизводиться со статусной короной установленного образца.

## Население
| 1856    | 1872    | 1897    | 1926    | 1931    | 1939    | 1959    | 1970    | 1979    | 1989    | 1992    |
| ------- | ------- | ------- | ------- | ------- | ------- | ------- | ------- | ------- | ------- | ------- |
| 900     | ↗1163   | ↗2497   | ↗5100   | ↗5700   | ↗7273   | ↗9293   | ↗12 308 | ↗12 976 | ↘12 583 | ↗12 700 |
| 1996    | 1998    | 2000    | 2001    | 2002    | 2003    | 2005    | 2006    | 2007    | 2008    | 2009    |
| ↘12 100 | ↘12 000 | ↘11 800 | ↘11 600 | ↘10 345 | ↘10 300 | ↘10 000 | ↘9800   | ↘9600   | ↘9500   | ↘9354   |
| 2010    | 2011    | 2012    | 2013    | 2014    | 2015    | 2016    | 2017    | 2018    | 2019    | 2020    |
| ↘8588   | ↗8600   | ↘8159   | ↘7868   | ↘7624   | ↘7463   | ↘7284   | ↘7078   | ↘6813   | ↘6477   | ↘6255   |
| 2021    |         |         |         |         |         |         |         |         |         |         |
| ↗6879   |         |         |         |         |         |         |         |         |         |         |

На 1 января 2025 года по численности населения город находился на 1029-м месте из 1124 городов Российской Федерации.
Национальный состав
По итогам переписи населения 2020 года проживали следующие национальности (национальности менее 0,1 % и другое, см. в сноске к строке «Другие»):
| Национальность | Численность, чел. | Доля     |
| -------------- | ----------------- | -------- |
| Русские        | 6647              | 96,63 %  |
| Армяне         | 26                | 0,38 %   |
| Украинцы       | 18                | 0,26 %   |
| Татары         | 7                 | 0,10 %   |
| Другие         | 181               | 2,63 %   |
| Итого          | 6879              | 100,00 % |

## Экономика
В городе имеется промышленность лёгкой и пищевой сферы, предприятия малого бизнеса, торговли. Особое место занимают организации, занимающиеся народным ремеслом — вышивкой на льняной ткани.
- ООО «Пучежский сыродельный завод» — производство сыра (копчёный колбасный, твёрдый и мягкий) и сливочного масла[33];
- ООО «Пучежская швейная компания» — пошив постельного белья, подушек и одеял;
- ООО «Ришелье» — выпуск одежды, столового и постельного белья, сувенирной продукции из льна с вышивкой в русском стиле;
- ЗАО «Предприятие художественных промыслов «Истоки» — производит одежду, столовое и постельное бельё, сувенирную продукцию из льна и шёлка с традиционной ручной и машинной вышивкой по мотивам старинных народных рисунков Волжского региона;
- ООО «С пылу с жару» — производство сухариков торговой марки «Фишка»[34];
- ООО «Спецмода» — производство спецодежды;
- ООО «Мяском» — переработка и консервирование мяса;
- ООО «Зернопродукт» — производство готовых кормов для животных, содержащихся на фермах[35]
- «Пучежский льняной комбинат» (ООО «Волжский лён») — производил льняные технические ткани и изделия из них. В советские годы являлся градообразующим предприятием. В начале 2000-х гг. комбинат закрыт;
- «Пучежский хлебокомбинат» — ранее выпускал Пучежский пряник и квас, которые являлись местными достопримечательностями.
- Имеются две хлебопекарни.
- Среди населения распространено копчение и сушение пойманной рыбы на продажу.

## Транспорт
- Работает городская автостанция, выполняются рейсы пригородного и междугородного сообщения[36] в Москву, Иваново, Кинешму, Нижний Новгород. Пассажирскими перевозками занимаются МУП «Трансремсервис» и ОАО «Автомобилист».
- По городу курсируют городские микроавтобусы марки «ГАЗель» и такси.
- В начале 2000-х годов Пучеж утратил значение как порт: речной вокзал был закрыт, прекращено водное сообщение с другими волжскими городами и паромное сообщение с населёнными пунктами на противоположном берегу.
- Ближайшие железнодорожные вокзалы находятся в городе Заволжье Нижегородской области — 83 км, а также — в Кинешме Ивановской области — 117 км.
- Авиасообщение осуществляется из других городов: аэропорт Кинешмы — 117 км; международный аэропорт Нижнего Новгорода — 143 км; аэропорт Иванова — 170 км.

## Образование
Образовательную деятельность в городе осуществляют лицей, гимназия, коррекционная школа-интернат, 4 детских сада, несколько учреждений дополнительного образования детей.

## Спорт
- Футбольный клуб «Волга», играющий во 2 лиге первенства Ивановской области;
- Хоккейная команда «Метеор»;
- Команда по скандинавской ходьбе «Пучежские нордики»;
- Шахматно-шашечный клуб;
- Городской стадион с футбольным полем, в зимнее время работает каток;
- Детско-юношеский центр;
- Клуб юных моряков «Гардемарин».

## Медицина и социальная сфера
Пучежская центральная районная больница (ул. Ленина, 15).
Пучежский дом-интернат для престарелых и инвалидов (ул. Калинина, 2, на берегу Волги).
Имеются частные стоматологические кабинеты.

## Средства массовой информации
В городе выпускается общественно-политическая газета «Пучежские вести». Учредитель газеты: Департамент внутренней политики Ивановской области.

## Культура

### Учреждения
На территории города в настоящее время работают следующие учреждения культуры:
- Кинотеатр «Май»[38];
- Пучежский краеведческий музей;
- МБУК «Межпоселенческая централизованная клубная система Пучежского муниципального района». В городе действует подведомственное учреждение — Районный дом культуры. В городе и районе организовано большое количество творческих коллективов: народный театр «Лира», детская студия «Мельпомена», фольклорный ансамбль «Пучежские узоры», народный хор «Беседушка», фольклорный ансамбль «Подружки», хор «Лейся, песня», вокальная группа «Радуга», детская студия бального танца «Ренессанс» и др. Все коллективы принимают участие в ежегодном двухдневном межрегиональном песенном фестивале «Волжские зори»; в районном фестивале народного творчества «Мир талантов»; в ежегодном районном конкурсе патриотической песни «Красные маки»; в детском художественном творчестве «Пучежская жемчужинка»; в выставке изделий прикладного народного творчества «Магия рукоделия»;
- Детская школа искусств;
- Центральная районная библиотека, Детский отдел Центральной районной библиотеки, Центр правовой информации «Правовая культура». В городе действуют также Клубы и любительские объединения: литературное объединение — клуб местных поэтов «Волжский ветер»; подростковый клуб «Краевед»; литературно-музыкальный салон.[источник не указан 3572 дня]

### Фестивали и конкурсы
- В феврале проходят соревнования «Пучежская рыбалка»;
- В апреле проходит сельскохозяйственная ярмарка «Весна»;
- В июле проводится межрегиональный песенный фестиваль «Волжские зори»;
- В июле проводится музыкально-поэтический концерт колокольного звона «Играние солнца»[39]
- В июле проводится СRATER-RACE — 3-километровый заплыв через Горьковское водохранилище из Ивановской области в Нижегородскую по поверхности одного из крупнейших метеоритных кратеров Европы — Пучеж-Катунской астроблемы[40].
- В августе проходит турнир по панкратиону, посвященный памяти кавалера ордена Мужества лейтенанта милиции Хохулина А. К.;
- В августе проходит мотопробег «CRAZY Песошница» с музыкальной программой и ночёвкой на территории городского пляжа;
- В сентябре проходит сельскохозяйственная выставка-ярмарка «Золотая осень»[41].

## Известные люди
- Баженов, Алексей Петрович (1912—2006) — участник Великой Отечественной войны, капитан ВВС СССР. Ректор Ивановского государственного энергетического университета;
- Большаков, Андрей Валентинович (1963—1985) — лейтенант, летчик-штурман вертолета Ми-8МТ ВВС МО СССР; кавалер ордена Красной Звезды (1985);
- Желтов, Игорь Константинович (1970—1989) — младший сержант Вооружённых Сил СССР, кавалер ордена «За личное мужество»;
- Зарубин, Павел Алексеевич (1816—1886) — знаменитый изобретатель-самоучка и журналист; именем Павла Зарубина названа одна из улиц в Пучеже[42];
- Иванов, Станислав Юрьевич (1976—1994) — гвардии ефрейтор, кавалер ордена мужества;
- Кузьмичёв, Александр Станиславович (род. 1966) — российский государственный деятель;
- Петухов, Николай Васильевич (1914—2001) — советский военный, государственный и политический деятель, генерал-полковник авиации;
- Чудецкий, Борис Николаевич (род. 1947) — советский и российский государственный и политический деятель.

## Достопримечательности
- Парк культуры и отдыха на берегу реки Волги, основанный в 18 веке.
- Мемориальный комплекс героям Великой Отечественной войны, расположенный на берегу реки Волги:
  - обелиск Славы;
  - вечный огонь[43];
  - стела «Города-герои»;
  - стела «Никто не забыт, ничто не забыто»;
  - наклонная плита «Остановись, поклонись их памяти»;
  - пограничный столб[44].
- Братская могила умерших в госпиталях, расположена на городском кладбище.
- Памятник Ульянову (Ленину) Владимиру Ильичу на центральной площади города возле здания администрации[45][46].
- Памятник Кирову Сергею Мироновичу, установлен у проходной Пучежского льнокомбината
- Памятник «Вышивальщица», установлен в июле 2015 году на улице 30 лет Победы перед зданием предприятия «Ришелье». Дань мастерству и кропотливому искусному труду женщин. Скульптор Игорь Бычков.
- Памятник лётчику-истребителю капитану Журину Константину Александровичу (1933—1966). Памятник был открыт в 1967 г., через год после гибели лётчика. Но из-за обрушения берега памятник перенесли и возвели вновь в 1988 г[47][48][49].
- Памятник сотрудникам ОВД г. Пучеж, погибшим при исполнении своих служебных обязанностей[50][51][52][53].
- Памятник «Серп и Молот».[54] Установлен на въезде в Пучеж по дороге из Нижнего Новгорода, Иванова.

## Религия
- Храм Успения Пресвятой Богородицы — строится с 2014 года в летнем парке недалеко от утраченного в советские годы кладбища. Выбор места строительства обусловлен тем, что в 100 м к востоку от места строительства (на месте обелиска Славы) до нач.1960-х гг. был одноимённый храм.
- Храм Серафима Саровского (год постройки: 1950-е (основная часть здания), в 1989—1990 гг. здание передано общине верующих, в 1990-е пристроены колокольня и апсида), расположена на въезде в Пучеж по дороге из Нижнего Новгорода и Иванова.
- Храм Спаса Преображения — приход Преображения Господня (год постройки: неизвестен), деревянное бревенчатое здание церкви перенесено из старого затопленного Пучежа, в прошлом здесь было КБО.
- Охранный крест — установлен в марте 2025 г. на въезде в г. Пучеж со стороны Ивановской и Нижегородской областей[55].
- Поклонный крест — расположен на повороте с ул. Кирова на ул. Ленина. Первоначально на данном месте предполагалось возвести храм.

## Галерея

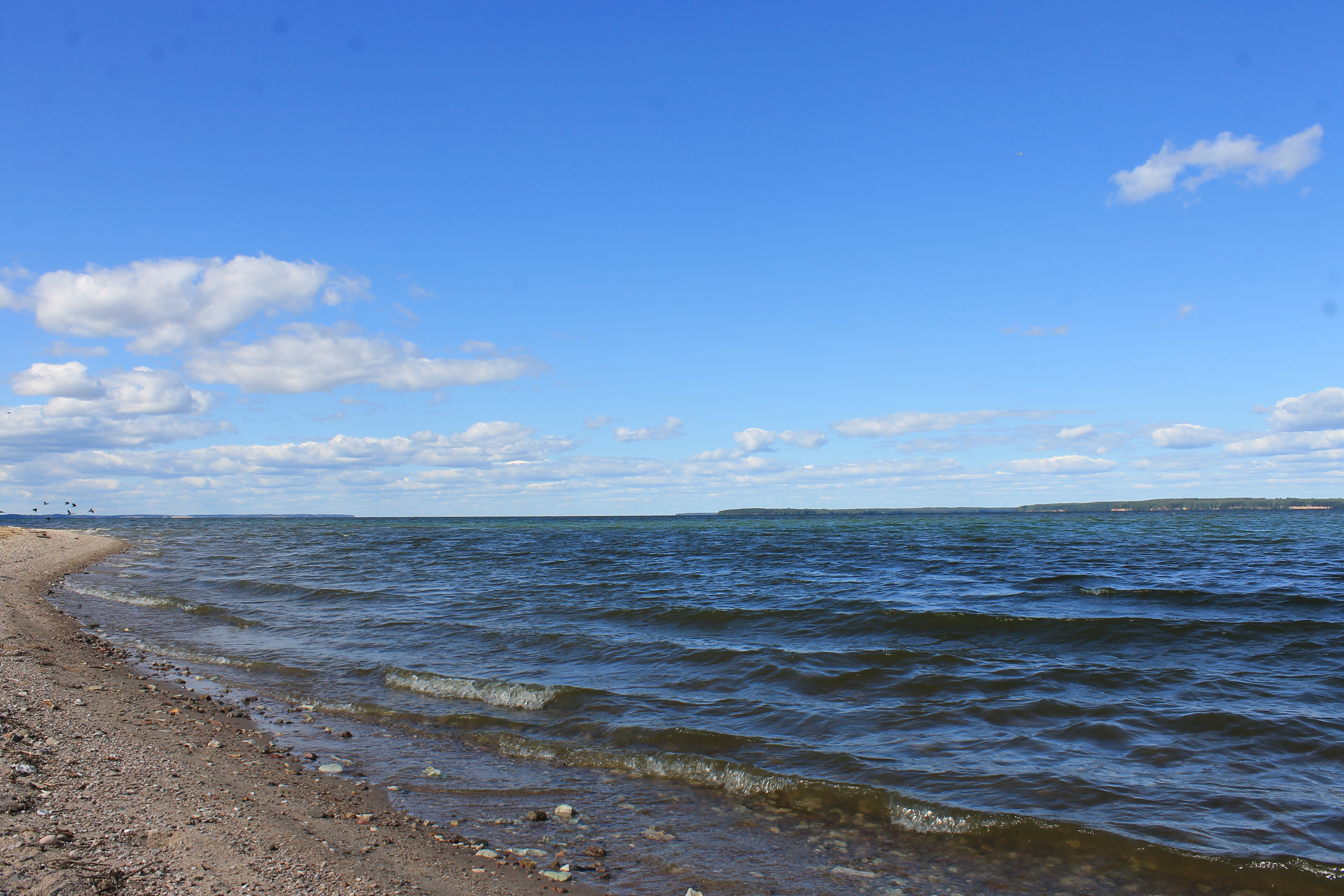
Пляж на Горьковском водохранилище
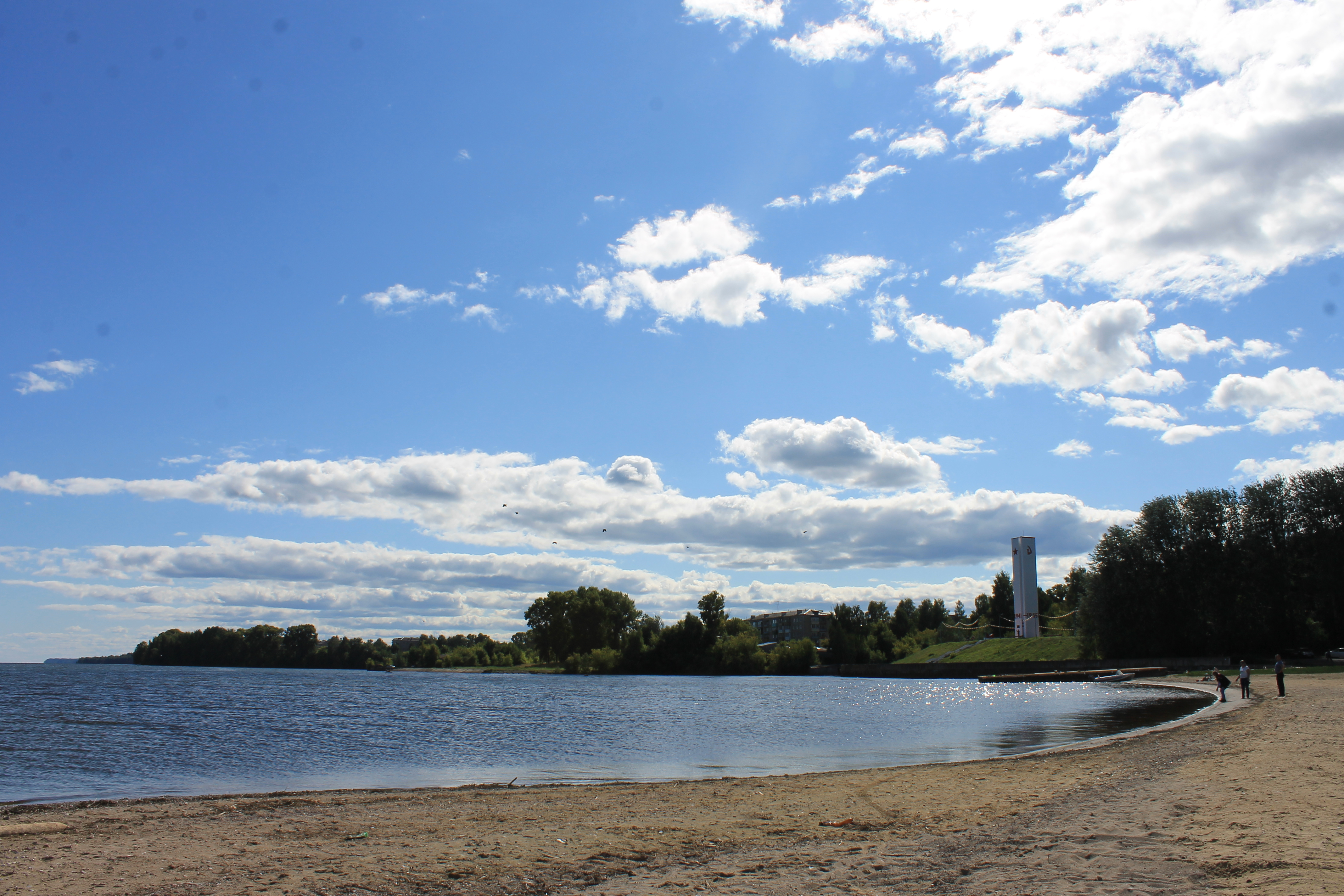
Вид с пляжа на Обелиск Славы
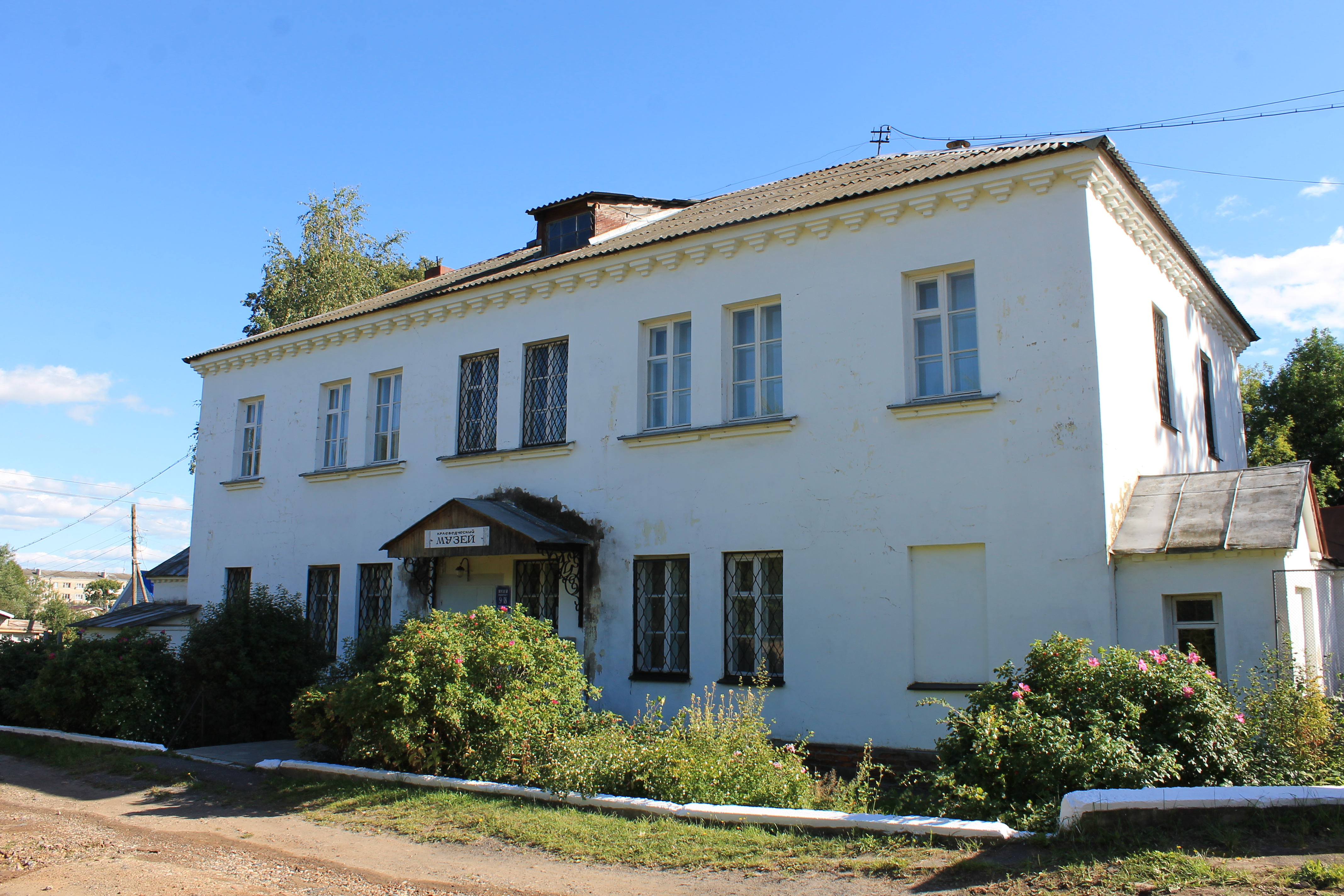
Пучежский краеведческий музей
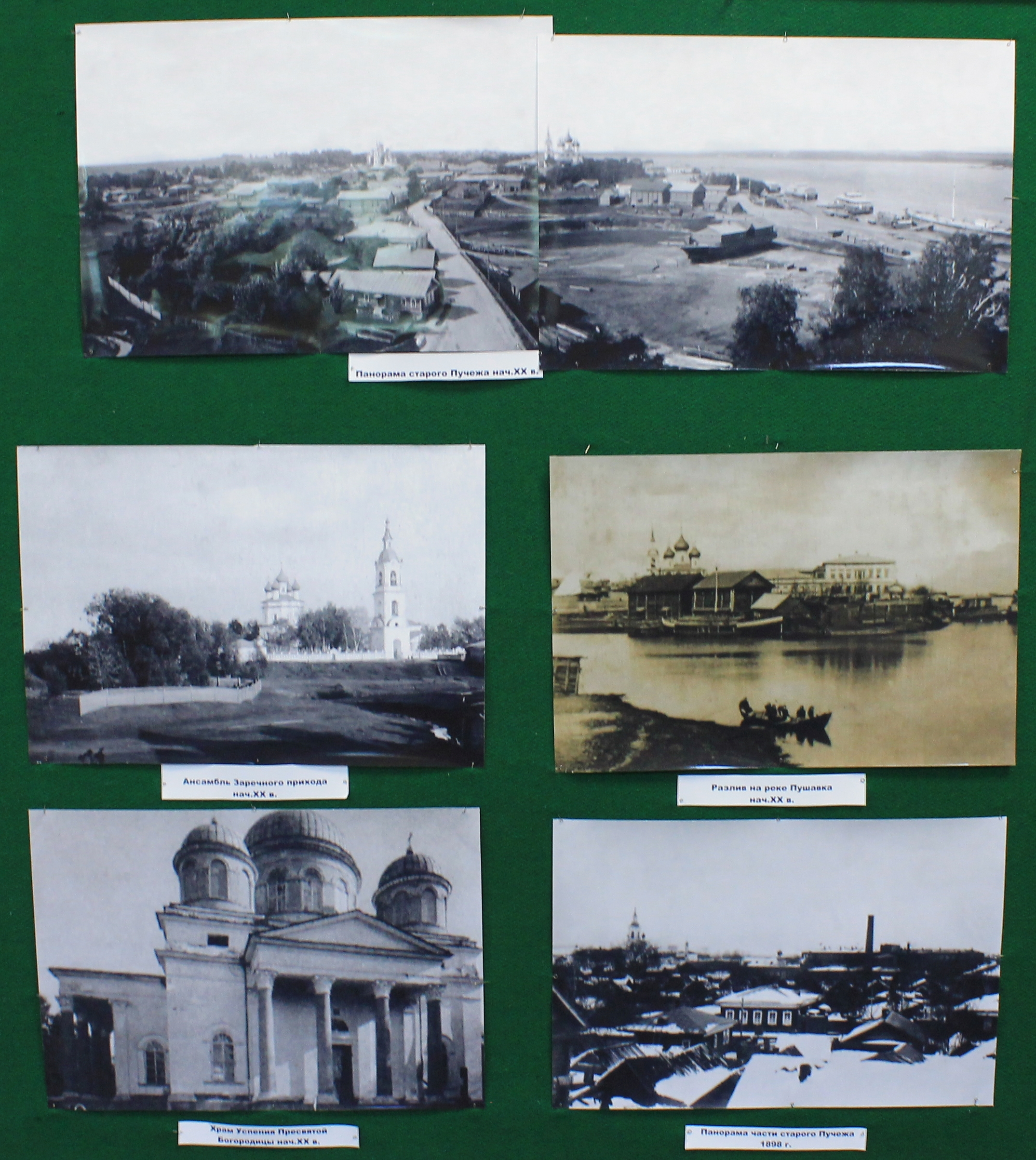
Старый Пучеж
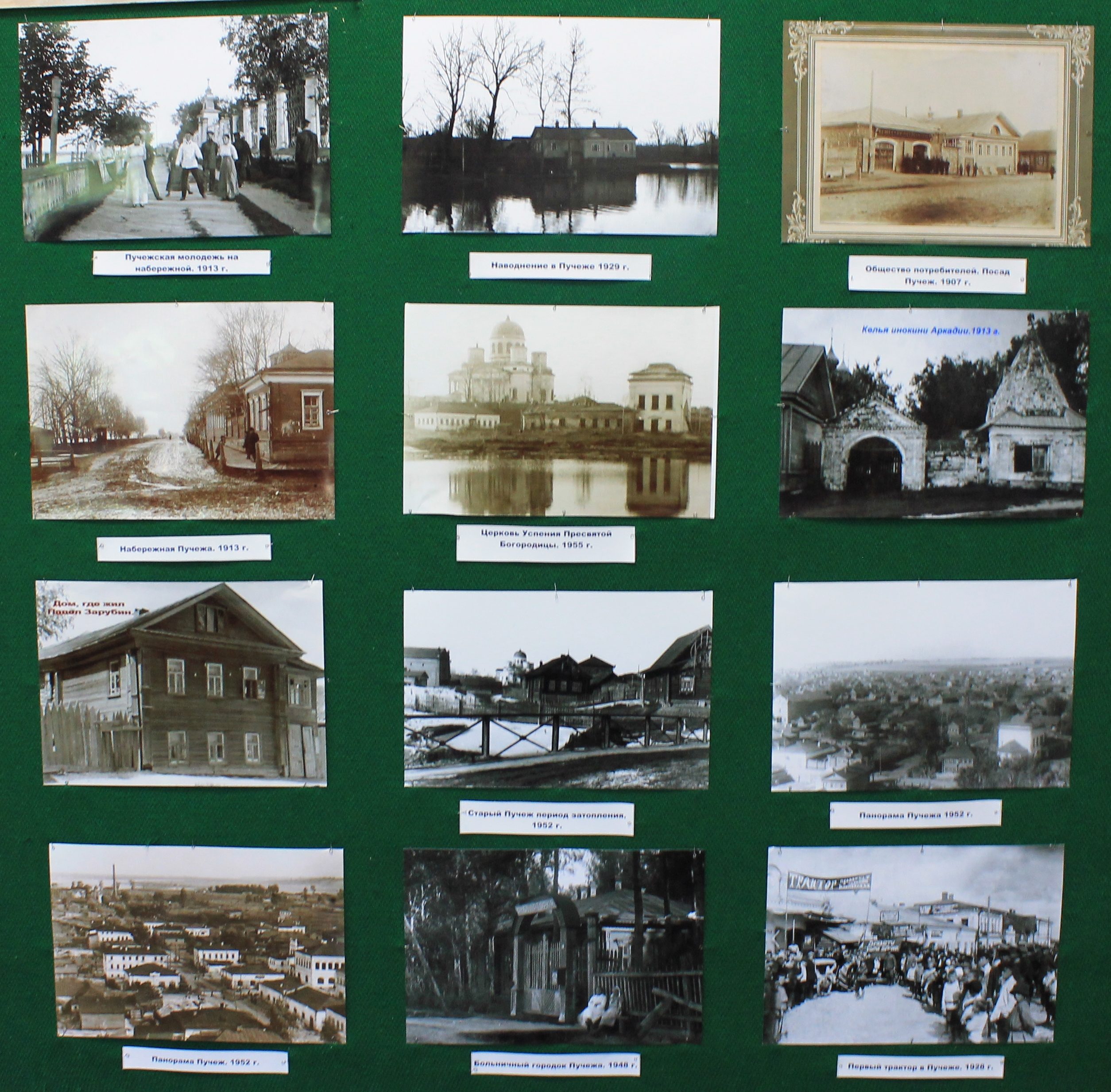
Старый Пучеж
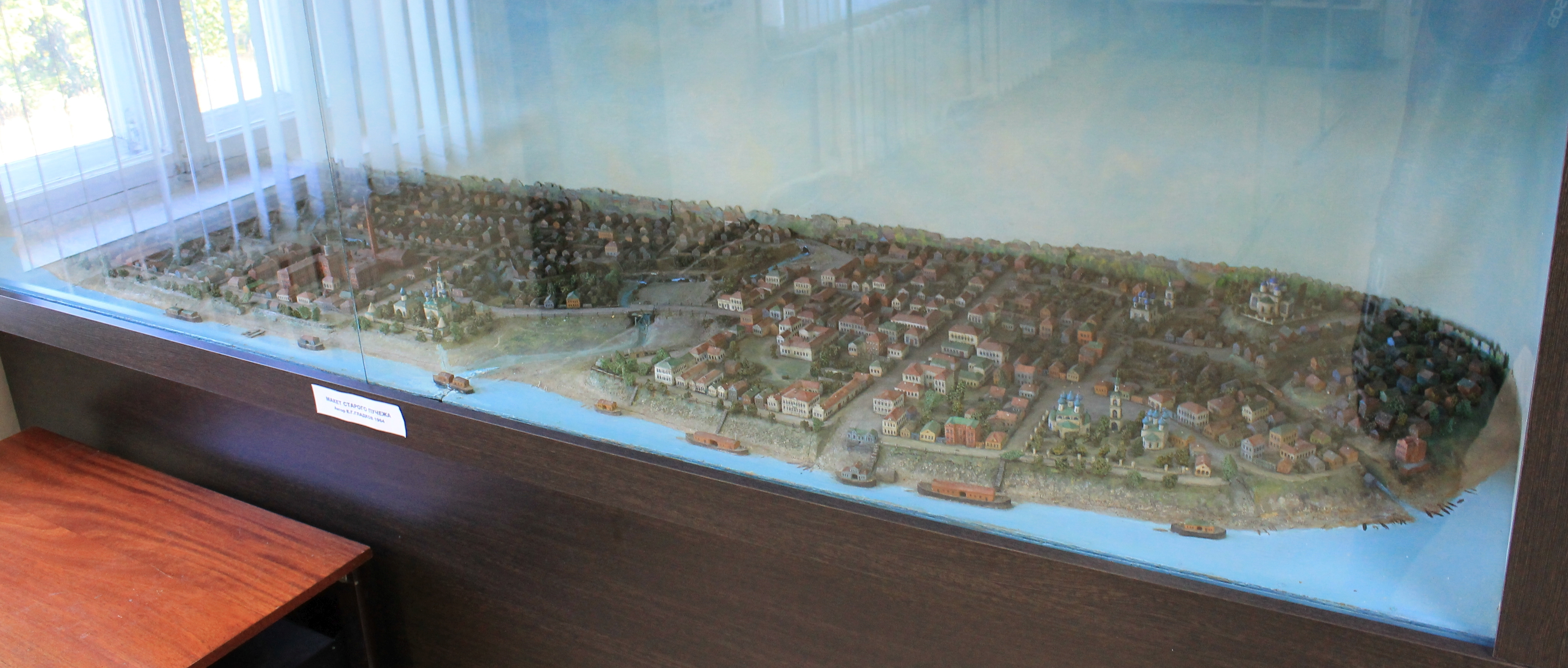
Макет старого Пучежа
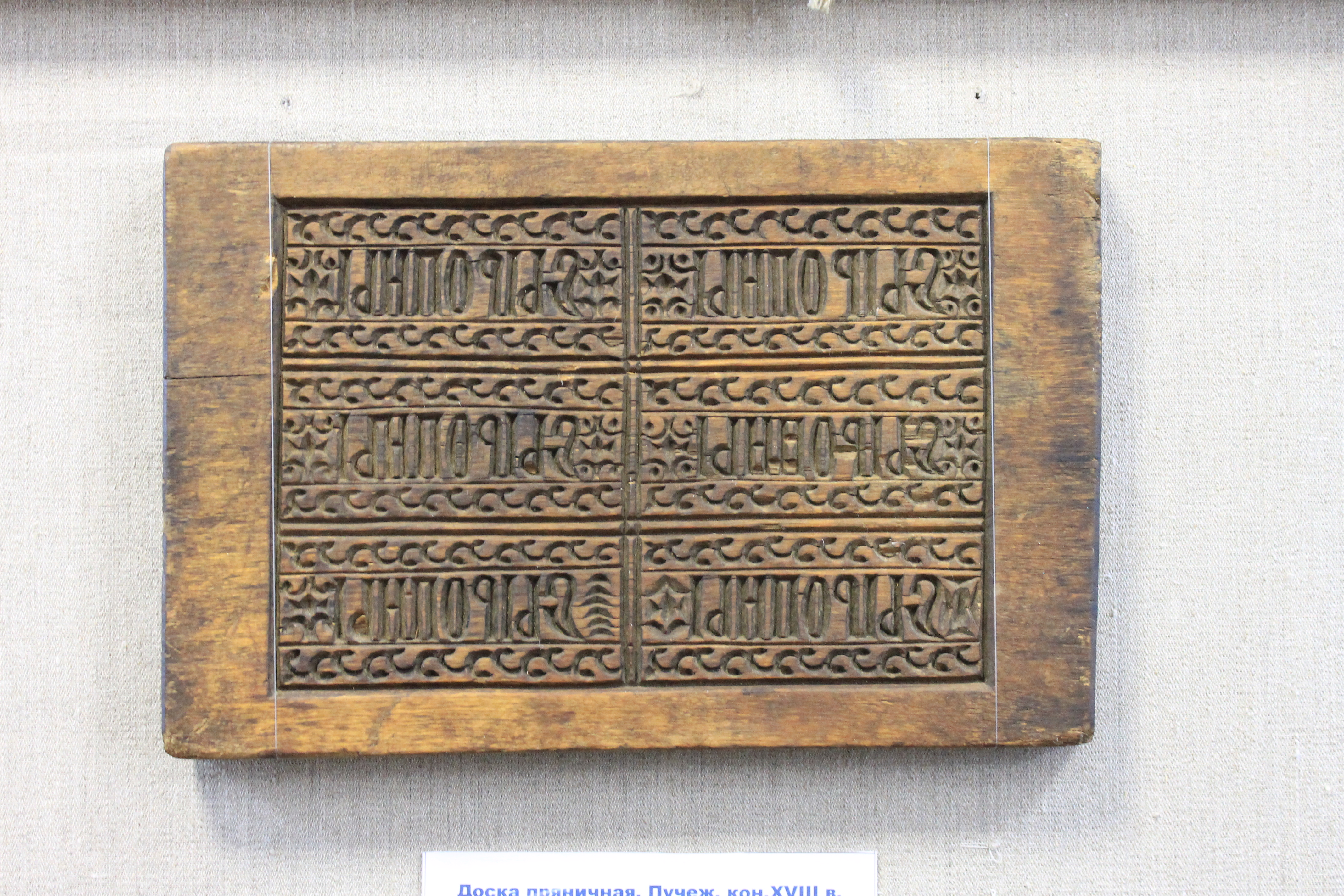
Пряничная доска, конец XVIII века
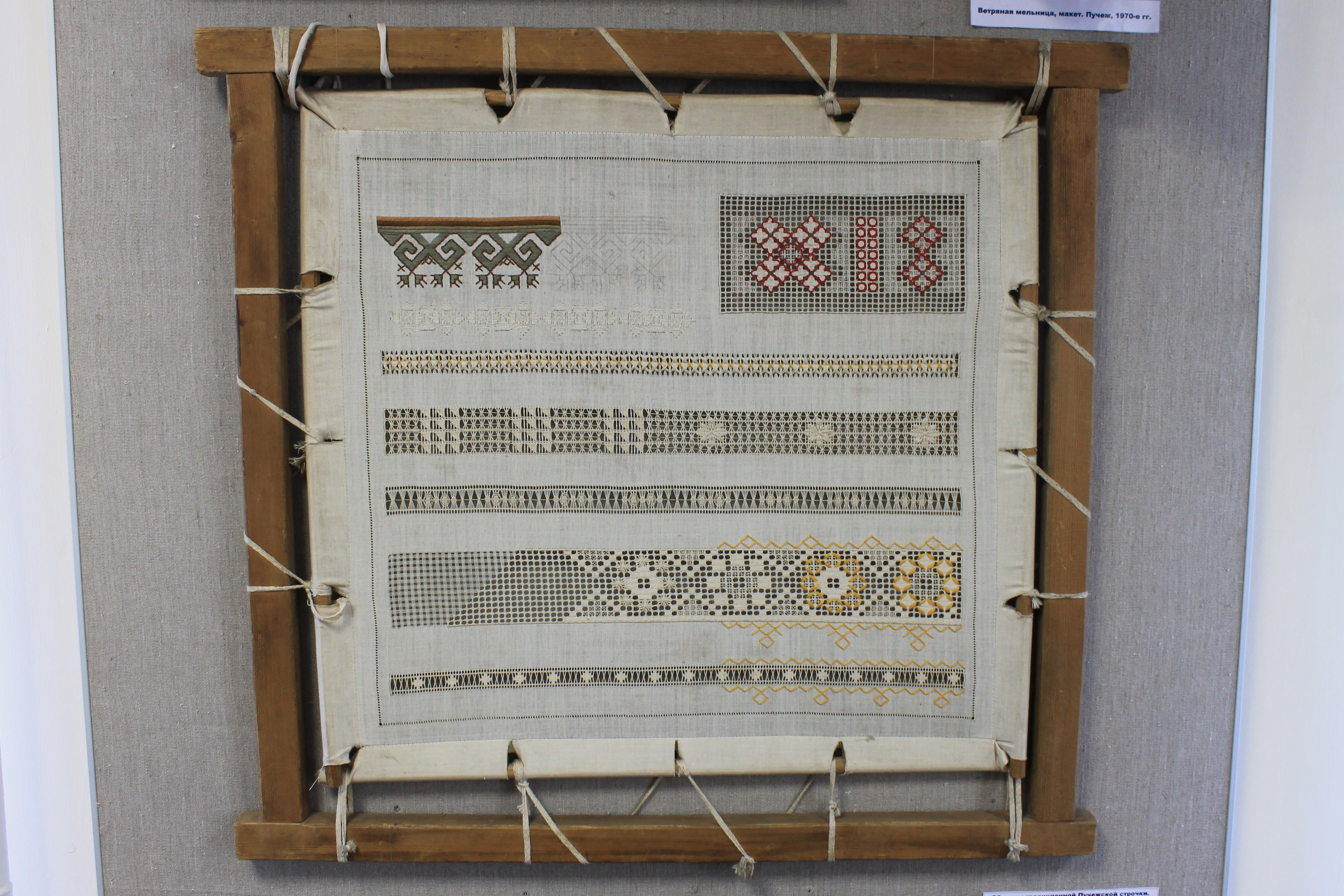
Пучежская строчка